# Tony Awards 1966
Die Verleihung der 20. Tony Awards 1966 (20th Annual Tony Awards) fand am 16. Juni 1966 im Rainbow Room des Rockefeller Center in New York City statt. Es war die erste Preisverleihung, die am Nachmittag stattfand. Moderatoren der Veranstaltung waren George Abbott und Ginger Rogers. Ausgezeichnet wurden Theaterstücke und Musicals der Saison 1965/66, die am Broadway ihre Erstaufführung hatten. Die Preisverleihung wurde vom Radiosender WCBS übertragen und von der League of New York Theatres in Zusammenarbeit mit dem American Theatre Wing gesponsert.

## Hintergrund
Die Antoinette Perry Awards for Excellence in Theatre, oder besser bekannt als Tony Awards, werden seit 1947 jährlich in zahlreichen Kategorien für herausragende Leistungen bei Broadway-Produktionen und -Aufführungen der letzten Theatersaison vergeben. Zusätzlich werden verschiedene Sonderpreise, z. B. der Regional Theatre Tony Award, verliehen. Benannt ist die Auszeichnung nach Antoinette Perry. Sie war 1940 Mitbegründerin des wiederbelebten und überarbeiteten American Theatre Wing (ATW). Die Preise wurden nach ihrem Tod im Jahr 1946 vom ATW zu ihrem Gedenken gestiftet und werden bei einer jährlichen Zeremonie in New York City überreicht.

## Gewinner und Nominierte

### Theaterstücke
| Kategorie                            | Preisträger     | Theaterstück                                | Nominierungen |
| Bestes Theaterstück                  | Peter Weiss     | Marat/Sade                                  | - Inadmissible Evidence – John Osborne - Philadelphia, Here I Come! – Brian Friel - The Right Honourable Gentleman – Michael Dyne                                                                 |
| Bester Hauptdarsteller Theaterstück  | Hal Holbrook    | Mark Twain Tonight! als Mark Twain          | - Roland Culver in Ivanov als Pavel Lebedev - Donal Donnelly und Patrick Bedford in Philadelphia, Here I Come! als Gareth O’Donnell - Nicol Williamson in Inadmissible Evidence als Bill Maitland |
| Beste Hauptdarstellerin Theaterstück | Rosemary Harris | The Lion in Winter als Eleanor of Aquitaine | - Sheila Hancock in Entertaining Mr Sloane als Kath - Kate Reid in Slapstick Tragedy als Celeste/Molly - Lee Remick in Wait Until Dark als Susy Hendrix                                           |
| Bester Nebendarsteller Theaterstück  | Patrick Magee   | Marat/Sade als Marquis de Sade              | - Burt Brinckerhoff in Cactus Flower als Igor - Larry Haines in Generation als Stan Herman - Eamon Kelly in Philadelphia, Here I Come! als S. B. O’Donnell                                        |
| Beste Nebendarstellerin Theaterstück | Zoe Caldwell    | Slapstick Tragedy als Polly                 | - Glenda Jackson in Marat/Sade als Charlotte Corday - Mairin D. O’Sullivan in Philadelphia, Here I Come! als Madge - Brenda Vaccaro in Cactus Flower als Toni                                     |
| Beste Theaterregie                   | Peter Brook     | Marat/Sade                                  | - Hilton Edwards – Philadelphia, Here I Come! - Ellis Rabb – You Can't Take It with You - Noel Willman – The Lion in Winter                                                                       |

### Musicals
| Kategorie                       | Preisträger                                                           | Musical                                    | Nominierungen |
| Bestes Musical                  | Mitch Leigh (Musik), Dale Wasserman (Buch) und Joe Darion (Liedtexte) | Man of La Mancha                           | - Mame - Skyscraper - Sweet Charity |
| Bester Hauptdarsteller Musical  | Richard Kiley                                                         | Man of La Mancha als Don Quixote/Cervantes | - Jack Cassidy in It's a Bird... It's a Plane... It's Superman als Max Mencken - John Cullum in On a Clear Day You Can See Forever als Dr. Mark Bruckner - Harry Secombe in Pickwick als Pickwick          |
| Beste Hauptdarstellerin Musical | Angela Lansbury                                                       | Mame als Mame Dennis                       | - Barbara Harris in On a Clear Day You Can See Forever als Daisy/Melinda - Julie Harris in Skyscraper als Georgina - Gwen Verdon in Sweet Charity als Charity Hope Valentine                               |
| Bester Nebendarsteller Musical  | Frankie Michaels                                                      | Mame als Patrick Dennis                    | - Roy Castle in Pickwick als Sam Weller - John McMartin in Sweet Charity als Oscar - Michael O’Sullivan in It's a Bird... It's a Plane... It's Superman als Dr. Abner Sedgwick                             |
| Beste Nebendarstellerin Musical | Beatrice Arthur                                                       | Mame als Vera Charles                      | - Helen Gallagher in Sweet Charity als Nickie - Patricia Marand in It's a Bird... It's a Plane... It's Superman als Lois Lane - Charlotte Rae in Pickwick als Mrs. Bardell                                 |
| Beste Originalmusik             | Mitch Leigh (Musik) und Joe Darion (Liedtexte)                        | Man of La Mancha                           | - Sweet Charity – Cy Coleman (Musik) und Dorothy Fields (Liedtexte) - Mame – Jerry Herman (Musik und Liedtexte) - On a Clear Day You Can See Forever – Burton Lane (Musik) und Alan Jay Lerner (Liedtexte) |
| Beste Musicalregie              | Albert Marre                                                          | Man of La Mancha                           | - Cy Feuer – Skyscraper - Bob Fosse – Sweet Charity - Gene Saks – Mame |

### Theaterstücke oder Musicals
| Kategorie           | Preisträger               | Theaterstück bzw. Musical | Nominierungen |
| Bestes Bühnenbild   | Howard Bay                | Man of La Mancha          | - William Eckart und Jean Eckart – Mame - David Hays – Drat! The Cat! - Robert Randolph – Anya, Skyscraper und Sweet Charity            |
| Beste Choreographie | Bob Fosse                 | Sweet Charity             | - Jack Cole – Man of La Mancha - Michael Kidd – Skyscraper - Onna White – Mame                                                          |
| Beste Kostüme       | Gunilla Palmstierna-Weiss | Marat/Sade                | - Loudon Sainthill – The Right Honourable Gentleman - Howard Bay und Patton Campbell – Man of La Mancha - Irene Sharaff – Sweet Charity |

### Sonderpreise (ohne Wettbewerb)
| Kategorie          | Preisträger  | Grund der Preisverleihung                                                                              |
| Special Tony Award | Helen Menken | Posthum verliehen, für ihre lebenslange Hingabe und ihren engagierten Service für das Broadway-Theater |

## Statistik

### Mehrfache Nominierungen
- 9 Nominierungen: Sweet Charity
- 8 Nominierungen: Mame
- 7 Nominierungen: Man of La Mancha
- 5 Nominierungen: Marat/Sade, Philadelphia, Here I Come! und Skyscraper
- 3 Nominierungen: It's a Bird... It's a Plane... It's Superman, On a Clear Day You Can See Forever und Pickwick
- 2 Nominierungen: Cactus Flower, Inadmissible Evidence, The Lion in Winter, The Right Honourable Gentleman und Slapstick Tragedy

### Mehrfache Gewinne
- 5 Gewinne: Man of La Mancha
- 4 Gewinne: Marat/Sade
- 3 Gewinne: Mame